# La regina Kelly
La regina Kelly (Queen Kelly) è un film del 1928 diretto da Erich von Stroheim.

## Trama
Prossimo alle nozze con Regina V, il principe Wolfram incontra, durante un'esercitazione in campagna con il suo squadrone, l'orfanella Patricia (Kitty) Kelly. L'incidente che scatena il desiderio di Wolfram nei confronti della ragazza è imbarazzante e ridicolo nella circostanza in cui accade: in mezzo al gruppo delle orfanelle sorvegliate dalle suore, Patricia inchinandosi perde le sue mutandine senza rendersene conto. Vergognandosi per le risa del principe, la ragazza in un impeto d'ira gli getta in faccia il suo indumento intimo. Il principe lo tiene come ricordo e si innamora perdutamente di lei. Non gli resta che prelevarla dal convento e portarla a palazzo per farne la “regina Kelly”. 
Negli appartamenti del principe, i due vengono sorpresi dalla Regina che, dopo aver cacciato a frustate Patricia fa rinchiudere Wolfram in cella. Il giorno seguente la regina rende la libertà al principe e in una lettera che gli ha scritto sembrerebbe voler lasciare totalmente alla sua volontà la decisione riguardo al matrimonio. Ma non è che una beffa: durante la notte Patricia si è annegata nel fiume e dunque il principe non ha più altre scuse per sottrarsi al volere dispotico della sovrana. Nell'ultima scena lo si vede inginocchiato accanto al corpo di Patricia mentre estrae la sciabola per suicidarsi.
Con questo finale del doppio suicidio, il film ebbe una distribuzione limitata all'Europa. Nel 1931 la Swanson fece arbitrariamente montare altre due scene, mantenendo il finale del suicidio. Questa era la versione che la Swanson faceva proiettare nelle serate in suo onore nei teatri e nelle cineteche. Nel 1963 vennero scoperti i negativi della seconda parte del film, che per volontà dell'attrice era stata tagliata. Nel 1981, acquistati i diritti dalla Swanson, fu finalmente possibile ottenere una versione il più possibile fedele al progetto del regista.
In questa seconda parte, Patricia si salva dal suicidio e viene riportata in convento. Qui riceve un telegramma in cui si annuncia che la zia, che vive in Africa e si occupa del suo mantenimento, ha avuto un infarto. La ragazza si imbarca e, giunta a destinazione, si rende conto che la zia gestisce un locale equivoco. L'anziana, prossima alla fine, la costringe a sposare un vecchio e ricchissimo degenerato. Patricia rifiuta di vivere con il ripugnante marito e, ereditato il locale, decide di gestirlo in proprio con il soprannome di "Queen Kelly". Il principe intanto, scontata la sua pena, viene a sapere della partenza dell'amata e fa in modo di essere trasferito alle Schutztruppe imperiali di stanza in Africa. Qui ritrova Patricia sposata e, dopo esperienze strazianti, resta vedova del vecchio marito. Wolfram viene richiamato in patria perché la Regina è stata intanto assassinata; lui accetta di salire al trono al suo posto a condizione che sua moglie, una popolana, venga accettata come regina. Così Patricia può diventare davvero la "Regina Kelly" e rientrare nel palazzo dal quale era stata scacciata.

## Produzione
Il film fu prodotto dalla Gloria Swanson Pictures, di cui era socio anche Joseph P. Kennedy. Questi all'epoca era un imprenditore in ascesa, noto per le sue acute capacità di investimento. Fra di loro, oltre a un rapporto professionale, c'era anche una burrascosa relazione sentimentale. 
Swanson e Kennedy erano alla ricerca di una sceneggiatura che potesse consolidare il successo ottenuto con Tristana e la maschera, per cui l'attrice aveva guadagnato la prima candidatura all'Oscar. Kennedy contattò allora Erich von Stroheim, conosciuto come uno dei migliori geni creativi di Hollywood, ma anche famoso per i suoi frequenti contrasti con gli studios. La sceneggiatura si intitolava The Swamp e, se girata totalmente, sarebbe diventata un film di cinque ore. Swanson e Kennedy accettarono di produrre comunque il film con il titolo Queen Kelly per l'etichetta United Artists.
Le riprese furono girate in sequenza cronologica con la maniacale attenzione di Stroheim sulle luci, sulle inquadrature e su ogni dettaglio. Per la scena in cui appare per la prima volta la Regina, pretese che Seena Owen fosse completamente nuda, "vestendola" solo con un gattone bianco e riprendendola da angolature discrete. La scena in cui Patricia perde le mutandine divenne una leggenda e non avrebbe superato le maglie del Codice Hays, ma questo sarebbe entrato in vigore solo pochi anni dopo e il regista osò inquadrare il principe che avvicinava l'indumento al viso per poi riporlo con delicatezza nella sua bisaccia. 
Nelle scene della locanda-bordello in Africa, Stroheim diede poi via libera a tutte le sue fantasie bizzarre e, nel corso di una delle riprese più audaci, la Swanson, particolarmente disgustata, tolse il film di mano al regista e, in qualità di produttrice, lo licenziò interrompendo le riprese.
Il lavoro di sviluppo dei negativi scartati fu eseguito nei laboratori John Allen del New Jersey, mentre il rimontaggio del film si svolse sotto la cura della Kino International che aveva acquistato dalla Swanson i diritti del film. La copia di proprietà della produttrice/attrice era in ottime condizioni di conservazione. Per prima cosa venne tagliato il finale arbitrariamente aggiunto da lei, poi furono recuperate due scene di collegamento fra il tentato suicidio e la partenza per l'Africa; infine furono montate le scene ambientate in Africa secondo gli appunti del regista, recuperati dall'Università del Texas.
La seconda scoperta fondamentale fu la colonna sonora, scritta da Adolph Tandler ma distribuita nelle poche sale europee attrezzate per l'audio, che comunque si adattava perfettamente al film, anche con gli effetti sonori già previsti dal regista in fase di scrittura.
La realizzazione di Queen Kelly, bruscamente interrotta, durò dal novembre 1928 al gennaio 1929. La versione distribuita all'epoca, secondo le affermazioni dello stesso regista, non copriva che un terzo della vicenda originale ed era quindi una sorta di prologo ad un progetto molto più ampio e complesso, che egli stesso credeva sarebbe stato il suo capolavoro.

## Distribuzione
Il film ebbe una distribuzione molto travagliata. La scoperta del cinema sonoro spinse i produttori Gloria Swanson e Joseph Kennedy a interrompere la lavorazione del film e a distribuirlo solo in Europa nella versione con il tragico finale del doppio suicidio. La versione che è stato possibile ottenere integrando le scene scartate e seguendo minuziosamente gli appunti lasciati dal regista, fu presentata il 18 febbraio 1985 all'Akademie der Künste di Berlino, poi in marzo al County Museum di Los Angeles, per approdare alla 42ª Mostra del cinema di Venezia nell'agosto 1985.